# Chiesa di San Bernardo (Lierna)
La chiesa di San Bernardo di Lierna è una chiesa romanica situata a Lierna, nel borgo di Villa, così chiamato perché vi sorgeva con dei terrazzi sulla roccia a picco sul lago la Villa Commedia, antica villa romana di proprietà di Plinio durante il I secolo, all'epoca dell'imperatore Nerone, della quale Plinio racconta che l'aveva fatta costruire egli stesso e che l'amava particolarmente tra tutte
.
Risale al 1500, ma la sua costruzione è durata con continue interruzioni, oltre 200 anni. 
Anche quando non era ancora completata ogni prima domenica del mese si recava al suo interno una processione della Confraternita del Rosario.
La costruzione definitiva vide la luce solo nel 1830 grazie alle donazioni dei proprietari terrieri e famiglie nobili di Borgo Villa. La famiglia Natoli donò anche diverse opere pittoriche antiche al suo interno.

## Descrizione
L’oratorio, rinchiuso tra le case della vecchia villa, è di struttura semplice, senza sacrestia, ed è guarnito all’esterno soltanto da un portale in granito.
La pala d’altare è costituita da un grande quadro a olio raffigurante San Bernardo di Chiaravalle, firmato "Onorato Andina 1835", donata dalla famiglia nobiliare Natoli, possidente proprio del Borgo di Chiaravalle a Milano. San Bernardo di Chiaravalle fu il fondatore della celebre abbazia di Clairvaux in Francia, considerata una delle quattro abbazie primigenie.
L'artista Onorato Andina nato ad Argegno nel 1803 e defunto nel 1867, fu attivo nel Comasco a metà dell’Ottocento. Nel 1857 aveva affrescato il battistero nella Basilica del SS. Crocifisso in Como. Altre sue opere si trovano nel battistero della Basilica di San Fedele a Como e nelle chiese parrocchiali intelvesi di Casasco, Pellio Superiore e Castiglione d'Intelvi.